# Lady Pank ’81–’85
Lady Pank ’81–’85 – album zespołu Lady Pank, wydany w 1992 roku. Jest kompilacją największych przebojów grupy z pierwszych lat działalności.

## Lista utworów
1. „Minus 10 w Rio” (muz. J. Borysewicz; sł. A. Mogielnicki) – 3:53
2. „Mała Lady Punk” (muz. J. Borysewicz; sł. A. Mogielnicki) – 3:23
3. „Mniej niż zero” (muz. J. Borysewicz; sł. A. Mogielnicki) – 4:00
4. „Kryzysowa narzeczona” (muz. J. Borysewicz; sł. A. Mogielnicki) – 3:58
5. „Fabryka małp” (muz. J. Borysewicz; sł. A. Mogielnicki) – 3:40
6. „Pokręciło mi się w głowie” (muz. J. Borysewicz; sł. A. Mogielnicki) – 3:37
7. „Du du” (muz. J. Borysewicz; sł. A. Mogielnicki) – 3:57
8. „Zakłócenie porządku” (muz. J. Borysewicz) – 1:30
9. „Zamki na piasku” (muz. J. Borysewicz; sł. A. Mogielnicki) – 4:30
10. „Wciąż bardziej obcy” (muz. J. Borysewicz; sł. A. Mogielnicki) – 5:30
11. „Vademecum skauta” (muz. J. Borysewicz; sł. A. Mogielnicki) – 4:10
12. „Moje Kilimandżaro” (muz. J. Borysewicz; sł. A. Mogielnicki) – 4:16
13. „Raport z N.” (muz. J. Borysewicz; sł. A. Mogielnicki) – 3:15
14. „Rysunkowa postać” (muz. J. Borysewicz; sł. A. Mogielnicki) – 3:40
15. „Sly” (muz. i sł. Phil Garland) – 4:10
16. „This Is Only Rock`n`Roll” (muz. J. Borysewicz; sł. A. Mogielnicki, przeł. Phil Garland) – 4:04

wydanie II
1. „Tańcz głupia, tańcz” (muz. J. Borysewicz; sł. A. Mogielnicki) – 4:40
2. „Minus 10 w Rio” (Unreleased Version) – 4:52

## Twórcy
- Jan Borysewicz – gitara, śpiew
- Janusz Panasewicz – śpiew
- Edmund Stasiak – gitara
- Paweł Mścisławski – gitara basowa
- Jarosław Szlagowski – perkusja